# 鹿賀丈史
鹿賀 丈史（かが たけし、1950年〈昭和25年〉10月12日 - ）は、日本の俳優、ミュージカル俳優、声優、歌手。本名：中野 薫且（なかの しげかつ）→勝田 薫且（かつた しげかつ）。石川県金沢市出身。ホリプロ所属。身長180cm、体重70kg。

## 略歴
父は洋服の仕立て屋、母は北陸一のゴム風船屋の裕福な家庭で育ち、9歳から中学2年まで少年合唱団に所属していた。小学3年生から4年生の間は父の都合で金沢から東京の麻布十番に転居していたが、その後は再び金沢に戻る。石川県立金沢二水高等学校に入学後は合唱部でテノール、指揮者として活躍をしていた。
クラシックの声楽家を志して東京音楽大学などの浪人中に友人に勧められて一緒にオーディションを受けたのがきっかけで1972年に劇団四季へ入団。芸名の「鹿賀丈史」は同劇団代表の浅利慶太が名づけたもので、金沢出身ということで加賀に因み、「鹿のように俊敏になり、そして澄んだ目をしているように」という意味で“鹿”賀となった。「丈史」は語呂が良いことと、劇団四季の創設者の一人の日下武史にあやかったことによる。在籍中は児童向けミュージカルなどに出演した後に、『ジーザス・クライスト・スーパースター』のジーザス役で主演デビューし、注目を集める。同劇団の顔である日下のシャイロックで話題を集めた『ヴェニスの商人』のバッサーニオなど、軽妙な役柄もこなした。
1980年に退団。退団後は舞台だけでなく、映画・テレビドラマなど多方面で活躍した。映画では角川春樹から着目され、松田優作主演の『野獣死すべし』の重要な助演を経て、篠田正浩監督の『悪霊島』では金田一耕助役に抜擢された。そのほか野村芳太郎監督の『疑惑』、和田誠監督の『麻雀放浪記』、角川監督の『キャバレー』などの助演（以上3作の演技でそれぞれ日本アカデミー賞助演男優賞を受賞）、滝田洋二郎監督の『木村家の人びと』、井筒和幸監督の『さすらいのトラブルバスター』などの主演で注目を浴びた。
テレビドラマでは、1978年のNHK大河ドラマ『黄金の日日』が初出演作となった。それ以後は大河ドラマの『翔ぶが如く』で主役の大久保利通を演じた。他にも『天皇の料理番』『Gメン'75』『警部補 古畑任三郎』『静かなるドン』など各年代を代表する作品に数多く登場している。
四季退団後の舞台では、1987年の日本初演から『レ・ミゼラブル』でジャン・バルジャン役とジャベール役を滝田栄とのダブルキャストでこなし、舞台役者としての地位を確立。1990年1月21日、『レ・ミゼラブル』終演後、マロリー・ワイス症候群のため楽屋で吐血し緊急入院したが、治療を受けて同年1月29日に退院した。1998年には『レ・ミゼラブル』の初演以来舞台の中核として活躍してきた功績に対して、菊田一夫演劇賞特別賞を、2005年には『ジキル&ハイド』『レ・ミゼラブル』の演技に対し菊田一夫演劇賞演劇大賞を受賞している。
2002年、劇団四季の同期で盟友でもある市村正親と23年ぶりに共演する予定だった舞台「You Are The Top 今宵の君」を、急性虫垂炎で初日三日前に降板した。その後市村とは2005年の舞台『デモクラシー』などで共演を果たしている。
1993年から1999年まで放送されたテレビ番組『料理の鉄人』で美食アカデミー主宰として出演し、バラエティの才能も見せた。同番組内での決まり文句である「私の記憶が確かならば」の言い回しが有名となり、鹿賀の認知度を老若男女問わず広めたが、強烈な印象を残すキャラクターだっただけに、プライベートでも役柄そのものの人物と誤解される事に本人は少々悩まされていたと、後に『HEY!HEY!HEY! MUSIC CHAMP』出演時（1997年放送）に語っている。
テレビ番組では『料理の鉄人』のほかにクイズ番組『タイムショック21』で4代目司会を務めた。子供番組『ポンキッキーズ』では謎の部屋を守る番人「カガマル」や先生に扮した「ドクター・カガドル」として出演し、楽曲「Ja-nay」を歌唱している。番組では同曲に合わせて体操をする全国キャラバンも行われ、主な『料理の鉄人』出演者（鹿賀、岸朝子、服部幸應、景山民夫、坂井宏行）がこの曲を踊っているシーンが放送されている。

## 人物
- 息子が一人いる[5]。
- クラブ歌手、消火器の販売など様々なアルバイトの経験がある[6]。
- 劇団四季時代はマンションの隣の部屋にタモリが住んでいた。鹿賀宛てに届いたファンからの差し入れのケーキを、タモリが自分宛てと勘違いして食べてしまったことがある。
- 料理の鉄人のイメージとは違い、自身は全く料理が出来ない。本人曰くお湯を沸かすくらい。
- 現場では温厚な人格者として知られる。映画『卒業旅行 ニホンから来ました』で、織田裕二（主演俳優）の横柄な態度に怒った監督の金子修介が後日雑誌で名指し批判するという異例の事態が起こった際は、助演の鹿賀の謙虚さが引き合いに出された[7]。
- テレビドラマ『怪物くん』で親子を演じた嵐の大野智からはパパと呼ばれている。

## 受賞歴
- 1982年：第6回日本アカデミー賞 優秀助演男優賞（『疑惑』）
- 1982年：エランドール賞 新人賞
- 1984年：第8回日本アカデミー賞 優秀助演男優賞（『麻雀放浪記』）
- 1986年：第10回日本アカデミー賞 優秀助演男優賞（『キャバレー』）[8]
- 1988年：第3回高崎映画祭 最優秀主演男優賞（『木村家の人びと』）
- 1995年：第6回日本ジュエリーベストドレッサー賞 男性部門
- 1998年：第24回菊田一夫演劇賞 特別賞（『レ・ミゼラブル』）
- 2005年：第31回菊田一夫演劇賞 演劇大賞（『ジキル&ハイド』『レ・ミゼラブル』）

## 出演

### 舞台

#### 劇団四季在団中
| 出演年 | 作品名                               | 役名                       | 劇場                                                                           |
| ------ | ------------------------------------ | -------------------------- | ------------------------------------------------------------------------------ |
| 1973年 | ジーザス・クライスト・スーパースター | ジーザス・クライスト       | 中野サンプラザホール                                                           |
| 1973年 | 王様の耳はロバの耳                   |                            | NHKホール                                                                      |
| 1973年 | 間奏曲                               |                            | 西武劇場                                                                       |
| 1973年 | エレクトル                           |                            | 日生劇場                                                                       |
| 1974年 | ウエスト・サイド物語                 | トニー                     | 日生劇場                                                                       |
| 1974年 | ジョン万次郎海を渡る                 | 福沢諭吉                   | 日生劇場 神戸文化ホール 大阪厚生年金会館                                       |
| 1974年 | ウエスト・サイド物語                 | トニー                     | 23都市                                                                         |
| 1974年 | ウエスト・サイド物語                 | トニー                     | 39都市                                                                         |
| 1975年 | ヴェローナの恋人たち                 |                            | 日生劇場                                                                       |
| 1975年 | 雪ん子                               |                            | 日生劇場 名古屋市民劇場 神戸文化ホール 福岡市民会館 大阪厚生年金会館 NHKホール |
| 1975年 | ヴェローナの恋人たち                 |                            | 12都市                                                                         |
| 1975年 | ヴェローナの恋人たち                 |                            | 37都市                                                                         |
| 1976年 | ジーザス・クライスト・スーパースター | ジーザス・クライスト       | 日生劇場 他                                                                    |
| 1976年 | ブレーメンの音楽隊                   | ロバ                       | 39都市                                                                         |
| 1976年 | ブレーメンの音楽隊                   | ロバ                       | NHKホール                                                                      |
| 1976年 | ブレーメンの音楽隊                   | ロバ                       | 23都市                                                                         |
| 1976年 | ジーザス・クライスト・スーパースター | ジーザス・クライスト       | 29都市                                                                         |
| 1976年 | 青い鳥                               |                            | 日生劇場                                                                       |
| 1977年 | ジーザス・クライスト・スーパースター | ジーザス・クライスト       | 西武劇場                                                                       |
| 1977年 | 汚れた手                             | シャルル                   | 西武劇場                                                                       |
| 1977年 | ヴェニスの商人                       | パッサーニオ               | 日生劇場                                                                       |
| 1977年 | ヴェニスの商人                       | パッサーニオ               | 36都市                                                                         |
| 1977年 | ウエスト・サイド物語                 | トニー                     | 日生劇場                                                                       |
| 1977年 | ウエスト・サイド物語                 | トニー                     | 30都市                                                                         |
| 1978年 | カッコーの巣をこえて                 | パトリック・マクマーフィー | 西武劇場                                                                       |
| 1978年 | ヴェニスの商人                       | パッサーニオ               | 27都市                                                                         |
| 1978年 | カッコーの巣をこえて                 | パトリック・マクマーフィー | 10都市                                                                         |
| 1978年 | ひばり                               |                            | 日生劇場                                                                       |
| 1978年 | ウエスト・サイド物語                 | トニー                     | 34都市                                                                         |
| 1979年 | ジーザス・クライスト・スーパースター | ジーザス・クライスト       | サンシャイン劇場                                                               |
| 1979年 | ひばり                               |                            | 28都市                                                                         |
| 1979年 | ウエスト・サイド物語                 | トニー                     | 日生劇場                                                                       |
| 1979年 | リトル・ナイト・ミュージック         |                            | 日生劇場                                                                       |
| 1979年 | ジーザス・クライスト・スーパースター | ジーザス・クライスト       | 日生劇場                                                                       |
| 1979年 | ジーザス・クライスト・スーパースター | ジーザス・クライスト       | 48都市                                                                         |

#### 劇団四季退団後
| 出演年          | 作品名                                  | 役名                            | 劇場                              |
| --------------- | --------------------------------------- | ------------------------------- | --------------------------------- |
| 1986年          | トーチソング・トリロジー                | アーノルド                      | パルコ劇場                        |
| 1987年 - 2001年 | レ・ミゼラブル                          | ジャン・バルジャン / ジャベール | 帝国劇場他                        |
| 1995年          | レ・ミゼラブル 10周年記念コンサート     | ジャン・バルジャン              | ロイヤル・アルバート・ホール      |
| 2000年          | マクベス                                | マクベス                        | 新国立劇場                        |
| 2001年          | 三文オペラ                              | マック・ヒース                  | シアターコクーン他                |
| 2001年          | ジキル&ハイド                           | ヘンリー・ジキル                | 日生劇場他                        |
| 2003年          | ジキル&ハイド                           | ヘンリー・ジキル                | 日生劇場                          |
| 2004年          | レ・ミゼラブル コンサート               | ジャベール                      | 東京芸術劇場 / 梅田コマ劇場       |
| 2005年          | デモクラシー                            | ブラント首相                    | 青山劇場他                        |
| 2005年          | レ・ミゼラブル プレミアム公演           | ジャベール                      | 帝国劇場                          |
| 2005年          | ジキル&ハイド                           | ヘンリー・ジキル                | 日生劇場                          |
| 2006年          | ペテン師と詐欺師                        | ローレンス                      | 天王洲 銀河劇場他                 |
| 2007年          | ジキル&ハイド                           | ヘンリー・ジキル                | 日生劇場他                        |
| 2007年          | レ・ミゼラブル 日本初演20周年記念公演   | ジャベール                      | 帝国劇場他                        |
| 2007年          | 錦繍                                    | 有馬靖明                        | 天王洲銀河劇場                    |
| 2008年          | ペテン師と詐欺師                        | ローレンス                      | 日生劇場                          |
| 2008年          | かもめ                                  | トリゴーリン                    | 赤坂ACTシアター・シアターBRAVA!他 |
| 2008年          | ラ・カージュ・オ・フォール              | ジョルジュ                      | 日生劇場他                        |
| 2009年          | ラ・カージュ・オ・フォール              | ジョルジュ                      | 地方公演                          |
| 2009年          | シラノ                                  | シラノ・ド・ベルジュラック      | 日生劇場他                        |
| 2009年          | 錦繍                                    | 有馬靖明                        | 天王洲銀河劇場他                  |
| 2010年          | 鹿賀丈史・市村正親 それぞれのコンサート |                                 | 東京国際フォーラム他              |
| 2010年          | ファンタスティックス                    | エル・ガヨ                      | シアターコクーン                  |
| 2011年          | レ・ミゼラブル 帝劇開場100周年記念公演  | ジャベール                      | 帝国劇場                          |
| 2011年          | 太陽に灼かれて                          | コトフ大佐                      | 天王洲銀河劇場他                  |
| 2012年          | ラ・カージュ・オ・フォール              | ジョルジュ                      | 日生劇場他                        |
| 2013年          | シラノ                                  | シラノ・ド・ベルジュラック      | 日生劇場 / 新歌舞伎座             |
| 2013年          | ワイルドホーン・メロディーズ            |                                 | オーチャードホール                |
| 2013年          | エニシング・ゴーズ                      | ムーンフェイス                  | 帝国劇場                          |
| 2014年          | ラブ・ネバー・ダイ                      | ファントム                      | 日生劇場                          |
| 2015年          | ラ・カージュ・オ・フォール              | ジョルジュ                      | 日生劇場 / 梅田芸術劇場           |
| 2015年          | デスノート The Musical                  | 夜神総一郎                      | 日生劇場                          |
| 2018年          | ラ・カージュ・オ・フォール              | ジョルジュ                      | 日生劇場                          |
| 2018年          | 生きる                                  | 渡辺勘治                        | TBS赤坂ACTシアター                |
| 2020年          | 生きる                                  | 渡辺勘治                        | 日生劇場/地方公演                 |
| 2022年          | ラ・カージュ・オ・フォール              | ジョルジュ                      | 日生劇場/地方公演                 |
| 2023年          | 生きる                                  | 渡辺勘治                        | 新国立劇場/梅田芸術劇場           |
| 2025年          | ある男                                  | 小見浦憲男 / 小菅               | 東京建物 Brillia HALL/地方公演    |

### テレビドラマ

#### NHK
- 大河ドラマ（総合）
  - 黄金の日日（1978年） - 高山右近
  - 徳川家康（1983年） - 石田三成
  - 翔ぶが如く（1990年） - 主演・大久保利通
  - 西郷どん（2018年） - 島津斉興[11]
- 土曜ドラマ（総合）
  - 失楽園'79（1979年） - 三輪雅之
  - 松本清張シリーズ・天才画の女（1980年） - 梅津久直
  - 君はまだ歌っているか（1981年） - 中山文夫
  - 松本清張シリーズ・波の塔（1983年） - 小野木喬夫
  - わたしの名は女です（1983年） - 中野英治
  - 我等の放課後（1996年） - 山巻達夫
- 銀河テレビ小説（総合）
  - 青春戯画集（1981年） - 楳図浩容
  - 夏に逝く女（1982年）
  - 金婚式（1987年）
- 連続テレビ小説 / 本日も晴天なり（1981年10月 - 1982年4月、総合） - 大原正道
- BS日曜ドラマ / 藏（1995年、BS2） - 主演・田乃内意造[12]
- 日だまり刑事 容疑者リオの涙（1997年、BS2） - 主演・樋口顕
- 蜜蜂の休暇（2001年、総合） - 鳴海杉彦
- エル・ポポラッチがゆく!!（2006年、総合・教育・BS2）
- 病院のチカラ〜星空ホスピタル〜 第1回、第2回（2007年4月7日・14日、総合・BShi） - 塩川亮
- 昨夜のカレー、明日のパン（2014年、BSP） - 寺山連太郎[13]
- 富士ファミリー 2017（2017年、総合） - 徳三
- 放送90年 大河ファンタジー 「精霊の守り人」 第3シーズン（2017年、総合） - 聖導師 ※ 平幹二朗の代役 [14]
- ショートショート木皿泉劇場「道草」（2017年、BSP） - 佐藤和夫
- いよっ!弁慶（2018年、NHK金沢制作） - 賀川寛治

#### 日本テレビ
- 火曜サスペンス劇場
  - 女相続人（1982年）
  - 女の中の炎（1983年）
  - 蜜の香りは苦く（1984年）
  - 殺人捜査シリーズ（1992年 - 1998年、総合ビジョン）- 主演・警視庁高府警察署刑事課・高木精一
    - 殺人捜査（1992年8月25日）
    - 1995年殺人捜査（1995年7月4日）
    - 1996年殺人捜査（1996年12月24日）
    - 1997年殺人捜査（1997年12月30日）
    - 1998年殺人捜査（1998年12月22日）
- 木曜ゴールデンドラマ（よみうりテレビ）
  - 体の中を風が吹く（1984年）
  - 冷血（1984年）
  - 赤い偽証（1984年）
- ジャングル / NEWジャングル（1987年 - 1988年、東宝） - 主演・津上邦明捜査係長
- 水曜グランドロマン「法王庁の避妊法」（1989年） - 主演・荻野久作
- 綺麗になりたい（1992年、よみうりテレビ） - 広瀬森也
- 静かなるドンシリーズ - 鳴戸竜次
  - 静かなるドン（1994年）
  - 静かなるドン リターンズ（1995年）
  - 静かなるドン/フォーエバー（1996年）
- 女医（1999年、よみうりテレビ） - 脇坂篤郎
- 有閑倶楽部（2007年10月 - 12月） - 松竹梅時宗
- オー!マイ・ガール!!（2008年10月 - 12月） - 石坂和夫
- 怪物くん（2010年4月 - 6月） - 怪物大王
- ブルドクター 第9話 - 第11話（2011年8月31日） - 縄文寺出
- 地味にスゴイ! 校閲ガール・河野悦子（2016年10月 - 12月） - 本郷大作（特別出演[15]）
- 増山超能力師事務所（2017年1月 - 3月、読売テレビ） - 高鍋逸雄
- 恋はDeepに（2021年4月14日 - 6月9日） - 蓮田太郎 [16]
  - 恋はもっとDeepに -運命の再会スペシャル-（2021年6月16日）[17]
- ノンレムの窓 2024・春 第2話「PTA」（2024年3月31日）[18]

#### TBS
- 三男三女婿一匹シリーズ
  - 三男三女婿一匹（第2シリーズ）（1978年） - 三男・桂誠
  - 三男三女婿一匹III（1979年 - 1980年） - 整形外科医・健二
- 夜明けのタンゴ（1980年）
- 天皇の料理番（1980年 - 1981年） - 高村新太郎
- Gメン'75 第307話「新・Gメンの罠はヌード金髪死体」− 第355話「サヨナラGメン75また逢う日まで」（1981年4月25日−1982年4月3日、東映）− 草鹿刑事[注 2][注 3]
- ザ・サスペンス
  - 猟人日記（1983年） - 主演・本田一郎
  - 残酷な旅路（1983年） - 達也
  - 啜り泣く石（1984年） - 主演・井崎刑事
- 弦鳴りやまず（1984年、毎日放送） - 大谷正一郎
- となりの女（1986年） - 野々木恭平
- 月曜ミステリー劇場 警視庁特別広域捜査官（2001年） - 主演・宮之原警部
- ブラックジャックによろしく（2003年） - 安富良之
- 警視庁三係・吉敷竹史シリーズ（2004年 - 2008年）- 主演・吉敷竹史刑事
  - 警視庁三係・吉敷竹史シリーズ 寝台特急「はやぶさ」1/60秒の壁（2004年12月6日）
  - 警視庁三係・吉敷竹史シリーズ 灰の迷宮（2006年1月16日）
  - 警視庁三係・吉敷竹史シリーズ 北の夕鶴〜2/3の殺人（2008年1月21日）
  - 警視庁三係・吉敷竹史シリーズ 幽体離脱殺人事件（2008年10月6日）
- ビギナーズ!（2012年7月 - 9月、TBS） - 高村光太郎
- まっしろ 第1話「玉の輿を狙う新人ナース!! この白い大奥で恋に仕事に勝つ」（2015年1月13日、TBS） - 北松敬三（特別出演）
- ドラマ特別企画 / 往復書簡〜十五年後の補習（2016年9月30日） - 亀山隆三[19]
- Get Ready!（2023年1月8日 - 3月12日） - 剣持理三 役[20][21]

#### フジテレビ
- 妻は霧の中で（1980年）
- 江戸の朝焼け（1980年） - 辰吉
- 大奥（1983年、関西テレビ） - 徳川吉宗
- 月曜ドラマランド
  - どっきり天馬先生（1983年）
  - 乙女学園男子部 どっきり双子先生（1983年 - 1984年）
  - 乙女学園すみれ寮（1984年）
- 時代劇スペシャル
  - 夕日の用心棒（1983年） - 山里英助
  - 鼠小僧次郎吉（1983年） - 新九郎
- 去って逝く人（1990年12月）
- 振り返れば奴がいる（1993年） - 中川淳一
- 瀬戸内少年野球団（1993年）
- サスペンス・明日の13章「春の乱!新入社員母の会の挑戦」（1993年10月5日、関西テレビ） - 坂口利行
- 古畑任三郎シリーズ - 中川淳一 ※『振り返れば奴がいる』と同役
  - 警部補 古畑任三郎 第8回「殺人特急」（1994年6月1日）
  - 古畑任三郎 総集編 第25回「消えた古畑任三郎」（1996年4月9日）
- 世にも奇妙な物語 秋の特別編「マエストロ」（1995年） - 水原栄輝
- 金曜エンタテイメント
  - 「せつない探偵 柚木草平の殺人レポート」シリーズ（1996年 - 2000年） - 主演・柚木草平
    - せつない探偵 柚木草平の殺人レポートI（1996年3月3日）
    - せつない探偵 柚木草平の殺人レポートII（1996年12月13日）
    - せつない探偵 柚木草平の殺人レポートIII（1997年8月1日）
    - せつない探偵 柚木草平の殺人レポートIV（2000年8月18日）
- FIRE BOYS 〜め組の大吾〜（2004年） - 五味一
- ジョーカー 許されざる捜査官（2010年7月 - 9月） - 捜査一課長・井筒将明
- 外交官 黒田康作（2011年1月 - 3月） - 安藤庸介 ※特別出演
- グッドライフ〜ありがとう、パパ。さよなら〜（2011年4月 - 6月） - 雪村慎平
- ラッキーセブン 最終話（2012年3月19日） - 八神景介
- ほんとにあった怖い話 〜夏の特別編2016〜 「夏の知らせ」（2016年8月20日） - 萩原晴彦[22]
- とげ 小市民 倉永晴之の逆襲（2016年10月 - 12月） - 常磐栄太[23]
- 御曹司に恋はムズすぎる（2025年1月 - 3月） - 天堂亘[24]

#### テレビ朝日
- 月曜ワイド劇場
  - 家族ゲーム（1982年、1984年） - 主演・吉本義明
  - ホームタウンの事件簿（1983年）
  - 団地妻の告白（1984年）
- 土曜ワイド劇場
  - 松本清張の殺人行おくのほそ道（1983年） - 西村五郎
  - 森村誠一の奔放の宴（1983年）
  - 殺意の誕生石（1991年）
  - 血族（1994年）
  - 人狩り 就職戦線殺人事件（1995年） - 主演・春田
  - 渡り番頭・鏡善太郎の推理（2000年 - 2005年）- 主演・渡り番頭 鏡善太郎
    - 渡り番頭・鏡善太郎の推理1（2000年2月12日）
    - 渡り番頭・鏡善太郎の推理2（2001年6月2日）
    - 渡り番頭・鏡善太郎の推理3 燃える夜神楽殺人事件（2005年5月7日）

  - 北多摩署・蟹沢刑事の特捜事件ファイル（2007年8月18日）
- 私鉄沿線97分署（1984年 - 1986年、国際放映） - 奈良部長刑事
- 火曜スーパーワイド
  - 雪国（1989年）
  - 長崎異人館の女（1989年）
- ミカドの淑女（1991年1月）
- 恋愛中毒（2000年） - 創路功二郎
- ダンディ・ダディ?〜恋愛小説家・伊崎龍之介〜（2009年） - 佐々木泰三
- 松本清張没後20年特別企画 ドラマスペシャル 波の塔（2012年） - 結城庸夫
- あいの結婚相談所（2017年） - 都築賢一郎

#### テレビ東京
- 水曜ミステリー9「松本清張生誕100年 特別企画 黒の奔流」（2009年3月4日） - 日置啓吾
- 保育探偵25時〜花咲慎一郎は眠れない!!〜（2015年1月 - 3月） - 城島耕助
- 忘却のサチコ（2018年1月2日） - 松岡淳二
- 赤いナースコール（2022年7月11日 - 9月26日） - 榎木田誠 [25]

#### その他
- ドラマW「チキンレース」（2013年11月10日、WOWOW） - 神谷司
- アカギ「竜崎・矢木編 / 市川編」（2017年、BSスカパー!） - 市川
- 炎の転校生 REBORN（2017年、NETFLIX） - 滝沢昇（声）

### 映画
- 野獣死すべし（1980年） - 真田徹夫
- 悪霊島（1981年） - 主演・金田一耕助
- 化石の荒野（1981年） - 清水記者
- 疑惑（1982年） - 豊崎勝雄
- 麻雀放浪記（1984年・角川春樹事務所）- ドサ健
- キャバレー（1986年） - 滝川
- 木村家の人びと （1988年） - 主演・木村肇
- 卒業旅行 ニホンから来ました（1993年） - 桃山百夫
- ウルトラマンゼアス（1996年） - 悪神亜久馬 / ベンゼン星人
- さすらいのトラブルバスター（1996年） - 主演・宇賀神邦彦
- ウルトラマンゼアス2 超人大戦・光と影（1997年） - ベンゼン星人の声
- 戦国自衛隊1549（2005年） - 的場毅
- 燃ゆるとき（2006年） - 深江光司
- デスノート / デスノート the Last name（2006年） - 夜神総一郎
- 西遊記（2007年） - 金角大王
- K-20 怪人二十面相・伝（2008年） - 謎の紳士
- ゼロの焦点（2009年） - 室田儀作
- 笑う警官（2009年） - 石岡正純
- アンダルシア 女神の報復（2011年） - 安藤庸介
- 忍たま乱太郎（2011年） - 斉藤幸隆
- 映画 怪物くん（2011年） - 怪物大王
- ひみつのアッコちゃん（2012年） - 鬼頭
- 謎解きはディナーのあとで（2013年） - 海原真之介
- 武士の献立（2013年） - 前田土佐守直躬
- 想いのこし（2014年） - 明珍ジョニー
- 相棒 -劇場版IV- 首都クライシス 人質は50万人! 特命係 最後の決断（2017年） - マーク・リュウ / 天谷克則[26]
- 色のない洋服店（2018年） - 近江仁助
- 七つの会議（2019年） - 梨田元就
- 蜜蜂と遠雷（2019年） - 小野寺昌幸
- みをつくし料理帖（2020年） - 采女宗馬[27]
- 劇場版シグナル 長期未解決事件捜査班（2021年） - 板垣真二郎
- 生きがい IKIGAI（2025年）- 主演・信三[28]
- THE オリバーな犬、(Gosh!!)このヤロウ MOVIE（2025年公開予定）[29] - 漆原富章 役[30]

### 吹き替え
- ウィッシュ（2023年） - サビーノ[31]

### テレビアニメ
- 最強武将伝 三国演義（2010年） - ナレーション

### 劇場アニメ
- 劇場版ポケットモンスター 幻のポケモン ルギア爆誕（1999年） - ジラルダン
- ブラック・ジャック ふたりの黒い医者（2005年） - ドクター・キリコ[32]
- シンドバッド 空とぶ姫と秘密の島（2015年） - ラザック船長[33]
- 劇場版 ソードアート・オンライン -オーディナル・スケール-（2017年） - 重村教授[34]

### ゲーム
- 料理の鉄人 KITCHEN STADIUM TOUR（1996年、セガサターン版[注 4]）
- ファイナルファンタジーシリーズ（ゴルベーザ）
  - ファイナルファンタジーIV（2007年、ニンテンドーDS版）
  - ディシディア ファイナルファンタジー（2008年、PlayStation Portable版）
  - ディシディア ファイナルファンタジー ユニバーサルチューニング（2009年、戦闘ボイス日本語版限定）
  - ディシディア デュオデシム ファイナルファンタジー（2011年、PlayStation Portable版）
  - LORD of VERMILION ARENA（2015年、オンラインゲーム版）
  - ディシディア ファイナルファンタジー（2017年、アーケード版）
  - ディシディア ファイナルファンタジー NT（2018年）[35]
- いただきストリート ドラゴンクエスト&ファイナルファンタジー 30th ANNIVERSARY（2017年、ゴルベーザ[36]）

### ナレーション
- シリーズ世界遺産100（2007年9月 - 2011年2月26日）

### バラエティ
- 料理の鉄人（1993年 - 1999年、フジテレビ） - 司会
- ポンキッキーズ（1996年4月 - 1999年9月、フジテレビ） - レギュラー
- タイムショック21（2000年10月 - 2002年6月、テレビ朝日） - 4代目司会

### CM
- カンロ
  - カティーサーク（紅茶味のキャンディ）
  - ブランデーソフトキャンデー
- 日産自動車[注 5]。
- セフィーロ（A32型、1994年）
- スカイラインGT-R（BCNR33型、1996年）
- ローレル（C34型、1995年メダリストデュアルリミテッド・1996年セレンシア）
- サントリー ギフトCM（1985年）、クラシック（1986年）、VSOP（1988年）、角瓶（1989年 - 1991年、1996年 - 1998年）、白角（1992年 - 1993年）[37]、白角水割（1992年）
- JT 「キャスター・マイルド」（1989年 - 1991年）
- 第一生命保険 堂堂人生 生涯設計王国国王（1999年 - 2004年）
- AGF 「ブレンディ・香るブラック」（2007年）

## ディスコグラフィ

### タイアップ一覧
| 使用年 | 曲名             | タイアップ                                                          |
| ------ | ---------------- | ------------------------------------------------------------------- |
| 1994年 | 男と女でいたい夜 | 関西テレビ・フジテレビ系『新伍&紳助のあぶない話』エンディングテーマ |
| 1996年 | Ja-nay           | フジテレビ系『ポンキッキーズ』ポンキッキーズメロディー（挿入歌）    |